# Бунты в Нью-Йорке против призыва

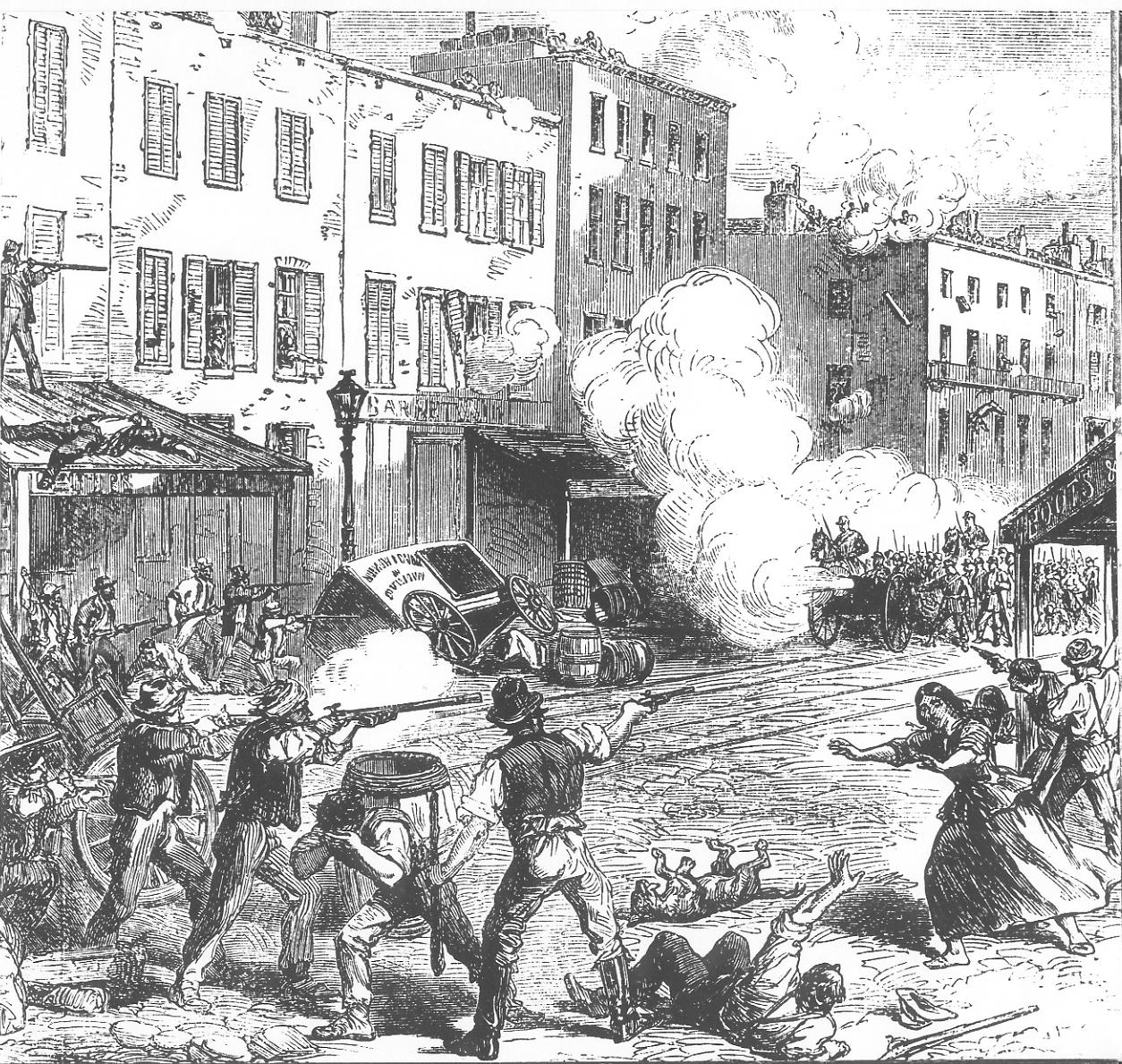
Рисунок одной из газет того времени

Бунты в Нью-Йорке против призыва (англ. New York City draft riots, с 11 по 16 июля 1863 года, также известны, как Неделя Призыва (англ. Draft Week)) — гражданские беспорядки в городе Нью-Йорке, США. Стали результатом недовольства новыми законами, прошедшими через Конгресс Соединённых Штатов. Согласно этим законам, предполагалось набирать людей на военную службу на проходившую в то время Гражданскую войну. Президент США Авраам Линкольн направил для восстановления порядка несколько частей ополченцев и добровольческие войска.
Не большинство, но многие арестованные во время беспорядков носили ирландские фамилии, и были упомянуты исследователем Адрианом Куком в списках «уличных армий». Протесты, которые начались как следствие недовольства призывом, переросли в расовый погром, жертвами которого становились чернокожие. Толпа разгромила многие дома, включая приют для чернокожих сирот. Войска для разгона протестующих использовали артиллерию.

## Предпосылки
С началом Гражданской войны Нью-Йорк поддержал сторонников Союза. В апреле 1861 года на площади Соединения состоялся митинг в поддержку президента Линкольна, собравший от 100 до 250 тыс. чел. Когда Линкольн объявил о наборе 75 тыс. добровольцев в армию Союза, в течение 10 дней до 8 тыс. ньюйоркцев записались в добровольцы. Первое сражение при Булл-Ран 21 июля 1861 года привело к большим потерям и упадку энтузиазма.
Большим влиянием в Нью-Йорке пользовалась Демократическая партия, называемая тогда «Медноголовыми». Демократы являлись противниками войны. Избранный в 1862 году губернатор Нью-Йорка Гораций Сеймур стоял на антивоенной платформе.
По мере затягивания войны недостаток в людях обострялся. 3 марта 1863 года Конгресс принял первый в истории США закон о призыве, уполномочив президента набрать в армию граждан от 18 до 35 лет со сроком службы 3 года.
«Медноголовые» были противниками этого закона. Основные возражения вызывал так называемый «коммутационный платёж» — за 300 долларов (9157 долларов на 2017 год) можно было откупиться от призыва, предоставив вместо себя другого человека на замену. Такая практика породила выражение «300-долларовый человек». В реальности, закон поощрял набор добровольцев, и призваны были немногие.
Откупы от призыва вызвали недовольство в среднем и низшем классах, которые начали говорить, что «это война богатых, в которой сражаются бедные».
Первый набор прошёл 11 июля 1863 года без инцидентов. Имена призывников были помещены в ящики, откуда извлекались по одному, и публично оглашались. Затем имена были напечатаны в газетах. Хотя Нью-Йорк пока что оставался спокоен, бунты противников призыва прошли в других городах, в том числе в Буффало 6 июля 1863 года.
В городе было много разговоров о возможности подобных бунтов и в Нью-Йорке. Это соединялось с усилиями Таммани-Холла (резиденции Демократической партии) по присвоению американского гражданства ирландским иммигрантам, с тем, чтобы увеличить списки про-демократических избирателей на местных выборах. Многие ирландцы обнаружили, что они обязаны воевать за свою новую страну.

## Бунт

### Понедельник

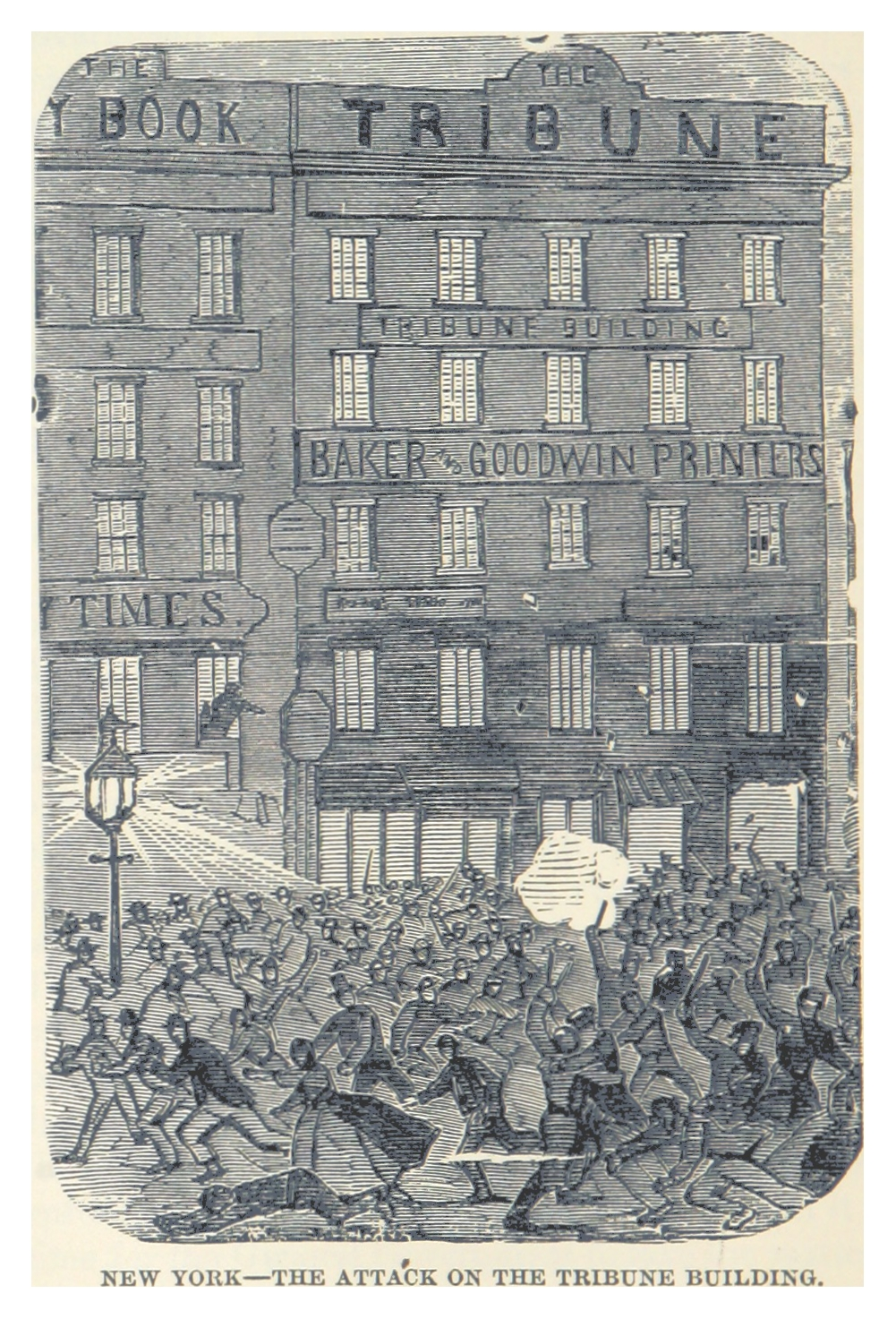

Второе оглашение имён состоялось в понедельник, 13 июля 1863 года. В 10:00 разъярённая толпа атаковала 9-й полицейский участок на перекрёстке 3-й авеню и 47-й улицы, где проходил призыв. Толпа разбила окна булыжниками из мостовой и сломала двери.
Многие восставшие были ирландскими рабочими, которые были недовольны тем, что освобождение чернокожих рабов увеличивает конкуренцию на рынке труда.
Ополчение штата Нью-Йорк отсутствовало в городе, отправленное для помощи войскам Союза в Пенсильванию, и с беспорядками пришлось разбираться полиции. Шеф полиции Джон Кеннеди прибыл в понедельник для оценки ситуации. Хотя он не был в форме, толпа узнала его, и напала, нанеся множество повреждений. В ответ полицейские атаковали протестующих с помощью дубинок и револьверов, но были оттеснены.
Нью-йоркский департамент полиции не смог пресечь беспорядки из-за недостатка людей, однако спокойствие сохранялось на Нижнем Манхэттене. Иммигранты и прочие жители в районе морского порта не участвовали в бунте, они видели достаточно насилия между 1830 и 1850 годами.
Отель «Бычья Голова» на 44-й улице, отказавшийся продавать алкоголь, был подожжён. Были атакованы и подожжены резиденция мэра на 5-й авеню, 8-й и 5-й полицейские участки. Толпа атаковала ведущую республиканскую газету New-York Tribune, но была оттеснена двумя пулемётами Гатлинга. Для тушения пожаров были вызваны пожарные команды, однако многие пожарные сами присоединились к бунту, так как тоже подлежали призыву.
Позднее тем же днём толпа атаковала арсенал на перекрестке 2-й авеню и 21-й улицы, при разгоне был застрелен один человек.

### Вторник

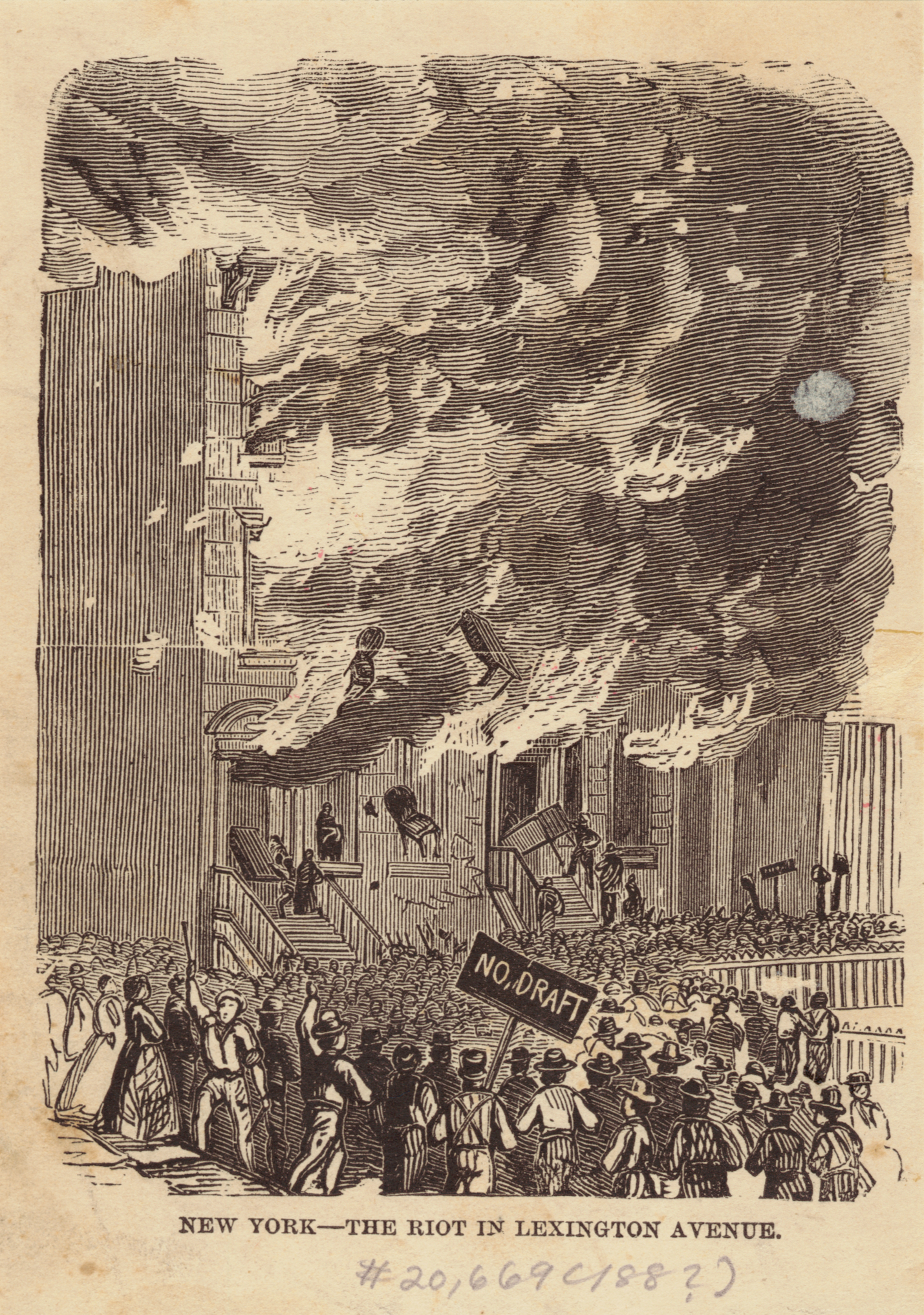

В понедельник ночью пошёл дождь, помогая потушить пожары, и разогнав толпу по домам. Но позднее протестующие вернулись. Коммерция в городе остановилась, многие рабочие присоединились к беспорядкам. Толпа атаковала дома известных республиканцев.
Губернатор Гораций Сеймур прибыл в город, и выступил с речью в городском собрании. Пытаясь успокоить восставших, он объявил закон о призыве антиконституционным.
Генерал Вул перебросил в город 800 солдат из фортов Нью-Йоркской гавани и из Вест-Пойнта и приказал ополченцам вернуться в город.

### Восстановление порядка
В среду были получены известия о приостановлении призыва. Многие восставшие разошлись по домам. В то же время ополченцы частично вернулись в город и применили жёсткие меры против оставшейся толпы.
Порядок был восстановлен в четверг, по мере прибытия войск, в том числе 152-го Нью-йоркского добровольческого полка, 26-го Мичиганского добровольческого, 27-го добровольческого полка штата Индиана и 7-го полка ополчения штата Нью-Йорк из Фредерика. Губернатор направил в город войска штата, не использовавшиеся федеральным правительством — 74-й и 65-й полки ополчения, а также подразделение Нью-йоркской добровольческой артиллерии. 16 июля в городе находилось несколько тысяч человек федеральных войск.
Последнее столкновение произошло в четверг у Грамерси-парка и повлекло гибель множества восставших.

## Последствия
Погибло 120 человек с обеих сторон (в том числе 11 свободных чернокожих), по крайней мере 2000 ранено. Нанесен ущерб на 1 млн долларов. Городское казначейство выплатило компенсаций на одну четверть этой суммы. Сожжено дотла 50 домов, включая две протестантские церкви.
19 августа призыв возобновился и прошёл без инцидентов, хотя было набрано гораздо меньше, чем ожидалось. Из 75 тыс. человек, намеченных к призыву по всей стране, попали на службу всего 45 тыс.
Тогда как в беспорядках приняли участие, в основном, рабочие, средний и высший класс поддержал призыв и приветствовал меры по наведению порядка. Многие богатые бизнесмены, симпатизировавшие Демократической партии, поддержали мнение об антиконституционности призыва.
В течение войны в Нью-Йорке было набрано 200 тыс. солдат, моряков и ополченцев, 20 тыс. из них погибли.

## В кинематографе
- «Банды Нью-Йорка» — реж. Мартин Скорсезе (США, 2002)